# Alfacar
Alfacar er en by og kommune i det sydøstlige Spanien i provinsen Granada. Den har et indbyggertal på 5.784 (2024) indbyggere.